# Michael Mauke
Michael Mauke (* 1928; † 30. Januar 1966) war ein linkssozialistischer deutscher Aktivist der Studentenbewegung.

## Leben
Mauke gehörte seit 1948 der SDS-Gruppe an der FU Berlin an, wo er Philosophie, Soziologie und Geschichte studierte. Um 1950 war er aktiv bei den SJD – Die Falken, Naturfreundejugend und in der SPD. Ab Mitte der 1950er Jahre war er ständiger Mitarbeiter, von 1957 bis zum Ende der Zeitschrift 1959 Redakteur des Bundesorganes des SDS Standpunkt.
Mauke wirkte maßgeblich bei der Entstehung der Neuen Linken in der Bundesrepublik Deutschland. Er orientierte sich vor allem an Kritikern des Stalinismus wie Willy Huhn. Zusammen mit Jürgen Seifert kämpfte er für eine linkssozialistische Orientierung des SDS. Maukes Thesen zur Klassentheorie von Marx dienten Rudi Dutschke als wichtige Inspirationsquelle.
1963 veröffentlichte er gemeinsam mit Dietrich Wetzel (Pseudonym „Lutz E. Finke“) das Buch Gestatte mir Hochachtungsschluck. Bundesdeutschlands korporierte Elite (Rütten & Loening, Hamburg).
Mauke starb Anfang 1966 an der Spätfolgen einer Tuberkulose-Erkrankung, die er 1944/1945 in einem Arbeitslager der Hitlerjugend erlitten hatte. Seine nicht mehr fertiggestellte Dissertation Die Klassentheorie von Marx und Engels wurde postum veröffentlicht.

## Schriften
- Die Klassentheorie von Marx und Engels. Europäische Verlagsanstalt, Frankfurt am Main 1970, ISBN 3-434-30108-9. 5. Auflage: 1977, ISBN 3-434-30107-0.
Italienische Ausgabe: La teoria delle classi nel pensiero di Marx ed Engels. Edizioni Jaca Book, Mailand 1971.